# استسقاء الرأس منخفض الضغط
استسقاء الرأس منخفض الضغط (بالإنجليزية: Low-pressure hydrocephalus)‏ أو (LPH) هي حالة يكبُرُ فيها البطينان، ويُعاني فيها المريض حالة من الخرف الشديد وعدم المقدرة على المشي وسلس البول، وذلك على الرغم من الانخفاض الشديد للضغط داخل الجمجمة (ICP). يتضح أن استسقاء الضغط المنخفض أكثر حدة من استسقاء الضغط العادي. إذا لم يتم تشخيص الفرد بالوقت المناسب فإنه قد يتعرض لخطر البقاء في حالة استسقاء الضغط المنخفض (بالإنجليزية:  low pressure hydrocephalic state)‏ أو LPHS. إجراء جراحة التحويل ليست دائما ناجعة وفعّالة حتى لو تم ضبط التحويلة للاستنزاف في ضغط منخفض داخل القحف (ICP). لا يرتفع الضغط في الدماغ بالحد الكافي الذي يسمح باستنزاف السائل الدماغي النخاعي في نظام التحويلة ولكن يظل هناك خلل في استسقاء الضغط المنخفض LPH.
في بعض حالات استسقاء الضغط المنخفض يتطور الأمر إلى احتشاء مزمن على طول الإكليل المتشعع (بالإنجليزية: Corona radiata)‏ كرد فعل على زيادة الإجهاد على الدماغ مع ازدياد حجم البطينين. بعض مسببات هذا المرض تتضمن رضة خطيرة ووَرَم و نزف والتهاب بطانة الدماغ والتهاب السحايا وإشعاع الدماغ الكلي وغيره من أمراض الدماغ التي تؤثر على امتثال النسيج الحشوي للدماغ. أحد علاجات حالة استسقاء الضغط المنخفض LPHS هي استنزاف البطين الخارجي (بالإنجليزية: External Ventricular Drain)‏ أو EVD مضبوطاً على ضغوط سلبية.
وفقاً لدراسة بانق والتسكولير وآخرون (Pang & Altschuler et al)، فإن طريقة الشفط تحت ضغط سلبي ثابت ومُنَظّم مع استنزاف البطين الخارجي EVD من خلال مراقبته بعناية بواسطة تصوير مقطعي محوسب بأشعة مقطعية جزئية، تُعد وسيلة آمنة وفعالة لعلاج استسقاء الضغط المنخفض LPH. ومن خلال تجربتهم تلك، ساعد هذا النهج على استعادة الغشاء الدماغي. وقد حذروا في دراستهم من انخفاض أو ارتفاع ضغط استنزاف البطين الخارجي EVD بشدة حيث أنه يزيد من المخاطر ويزعزع إستقرار البطينين. الخطوة الأولى هي جعل البطينين أصغر والخطوة الثانية هي جعلهما مستقران قبل وضع التحويلة التي تعد الخطوة الأخيرة في العلاج. أي اختلاف عن هذه الطريقة يمكن أن يؤدّي إلى نظام تحويلة غير فعال حتي لو كانت هذه التحويلة سالكة وليست مسدودة، على الرغم من ضبط الضغط المنخفض.
ينبغي توخي الحذر في علاج استنزاف البطين الخارجي EVD إذ أن سوء التعامل مع هذا المرض يمكن أن يؤدي إلى مضاعفات دائمة على المدى الطويل وإصابات في الدماغ.